# Луций Валерий Месала Тразеа Приск
Луций Валерий Месала Тразеа Приск (на латински: Lucius Valerius Messalla Thrasea Priscus) е политик и сенатор на Римската империя през края на 2 век. Пълното му име е Луций Валерий Публикола Месала Хелвидий Тразеа Приск Миниций Наталис (на латински: Lucius Valerius Publicola Messal(l)a Helvidius Thrasea Priscus Minicius Natalis).

## Биография
Произлиза от патрицианската фамилия Валерии. Започва своя cursus honorum като магистър на Монетния двор, става салии и военен трибун в II Спомагателен легион в Долна Панония. След това при Марк Аврелий и Комод той става квестор.
През 196 г. Тразеа Приск е консул заедно с Гай Домиций Декстер. През 211/212 г., след смъртта на Гета, Тразеа Приск е екзекутиран по заповед на император Каракала.